# Бад-Кеніг
Бад-Кеніг (нім. Bad König) — місто в Німеччині, знаходиться в землі Гессен. Підпорядковується адміністративному округу Дармштадт. Входить до складу району Оденвальд.
Площа — 46,73 км2. Населення становить 9835 ос. (станом на 31 грудня 2020).